# Codice ATC C10
Il codice ATC C10 "Farmaci agenti sui lipidi" è un sottogruppo del sistema di classificazione Anatomico Terapeutico e Chimico, un sistema di codici alfanumerici sviluppato dall'OMS per la classificazione dei farmaci e altri prodotti medici. Il sottogruppo C10 fa parte del gruppo anatomico C, farmaci per l'apparato circolatorio.
Codici per uso veterinario (codici ATCvet) possono essere creati ponendo la lettera Q di fronte al codice ATC umano: QC10...
Numeri nazionali della classificazione ATC possono includere codici aggiuntivi non presenti in questa lista, che segue la versione OMS.

## C10A Agenti modificanti i lipidi, semplici

### C10AA Inibitori della drossimetilglutaril-CoA reduttasi
C10AA01 Simvastatina
C10AA02 Lovastatina
C10AA03 Pravastatina
C10AA04 Fluvastatina
C10AA05 Atorvastatina
C10AA06 Cerivastatina
C10AA07 Rosuvastatina
C10AA08 Pitavastatina

### C10AB Fibrati
C10AB01 Clofibrato
C10AB02 Bezafibrato
C10AB03 Alluminio clofibrato
C10AB04 Gemfibrozil
C10AB05 Fenofibrato
C10AB06 Simfibrato
C10AB07 Ronifibrato
C10AB08 Ciprofibrato
C10AB09 Etofibrato
C10AB10 Clofibride
C10AB11 Colina fenofibrato

### C10AC Sequestranti gli acidi biliari
C10AC01 Colestiramina
C10AC02 Colestipolo
C10AC03 Colestrano
C10AC04 Colesevelam

### C10AD Acido nicotinico e derivati
C10AD01 Niceritrolo
C10AD02 Acido nicotinico
C10AD03 Nicofuranosio
C10AD04 Alluminio nicotinato
C10AD05 Alcol nicotinilico (piridilcarbinolo)
C10AD06 Acipimox
C10AD52 Acido nicotinico, associazioni

### C10AX Altri agenti modificanti i lipidi
C10AX01 Destrotiroxina
C10AX02 Probucolo
C10AX03 Tiadenolo
C10AX05 Meglutolo
C10AX06 Omega-3 trigliceridi
C10AX07 Magnesio piridossale 5-fosfato glutammato
C10AX08 Policosanol
C10AX09 Ezetimibe
C10AX10 Alipogene tiparvovec
C10AX11 Mipomersen
C10AX12 Lomitapide
C10AX13 Evolocumab
C10AX14 Alirocumab
C10AX15 Acido bempedoico
C10AX16 Inclisiran

## C10B agenti modificanti i lipidi, associazioni

### C10BA  Inibitori della idrossimetilglutaril-CoA reduttasi in associazione con altri agenti modificanti i lipidi
C10BA01 Lovastatina e acido nicotinico
C10BA02 Simvastatina e ezetimibe
C10BA03 Pravastatina e fenofibrato
C10BA04 Simvastatina e fenofibrato
C10BA05 Atorvastatina e ezetimibe
C10BA06 Rosuvastatina e ezetimibe

### C10BX Inibitori della idrossimetilglutaril-CoA reduttasi, altre associazioni
C10BX01 Simvastatina e acido acetilsalicilico
C10BX02 Pravastatin e acido acetilsalicilico
C10BX03 Atorvastatina e amlodipina
C10BX04 Simvastatina,  acido acetilsalicilico e ramipril
C10BX05 Rosuvastatina e acido acetilsalicilico
C10BX06 Atorvastatina,  acido acetilsalicilico e ramipril
C10BX07 Rosuvastatina, amlodipina e lisinopril
C10BX08 Atorvastatina e  acido acetilsalicilico
C10BX09 Rosuvastatina e amlodipina
C10BX10 Rosuvastatina e valsartan
C10BX11 Atorvastatina, amlodipina e perindopril
C10BX12 Atorvastatina, acido acetlsalicilico e perindopril